# Dario Frigo
Dario Frigo (ur. 18 września 1973 w Saronno) – włoski kolarz szosowy startujący wśród zawodowców w latach 1996–2005. 

## Najważniejsze zwycięstwa
- 2001 - Paryż-Nicea, etap w Giro d'Italia, Tour de Romandie
- 2002 - Mistrzostwa Zurychu, etap w Tour de France, Tour de Romandie
- 2003 - etap w Giro d'Italia